# Acai
Acai hay cọ açaí (đọc như "a-xa-i"), danh pháp khoa học:Euterpe oleracea, là loài thực vật có hoa thuộc họ Arecaceae, mọc nhiều ở rừng rậm nhiệt đới Amazon, Brazil và Peru. Loài này được Mart. mô tả khoa học đầu tiên năm 1824.

## Quả acai
Acai là loại quả mọng, màu tím đậm có kích thước gần bằng quả nho. Hạt Acai chiếm 90% trọng lượng quả, còn lại 10% là phần cơm. Phần cơm của Acai là một nguồn dồi dào các chất chống oxy hóa, amino acid, các acid béo thiết yếu, vitamin, khoáng chất và nguyên tố vi lượng.

## Hình ảnh

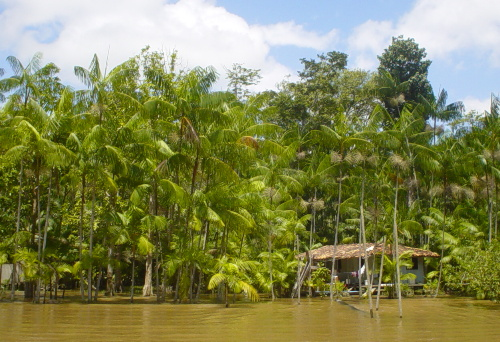
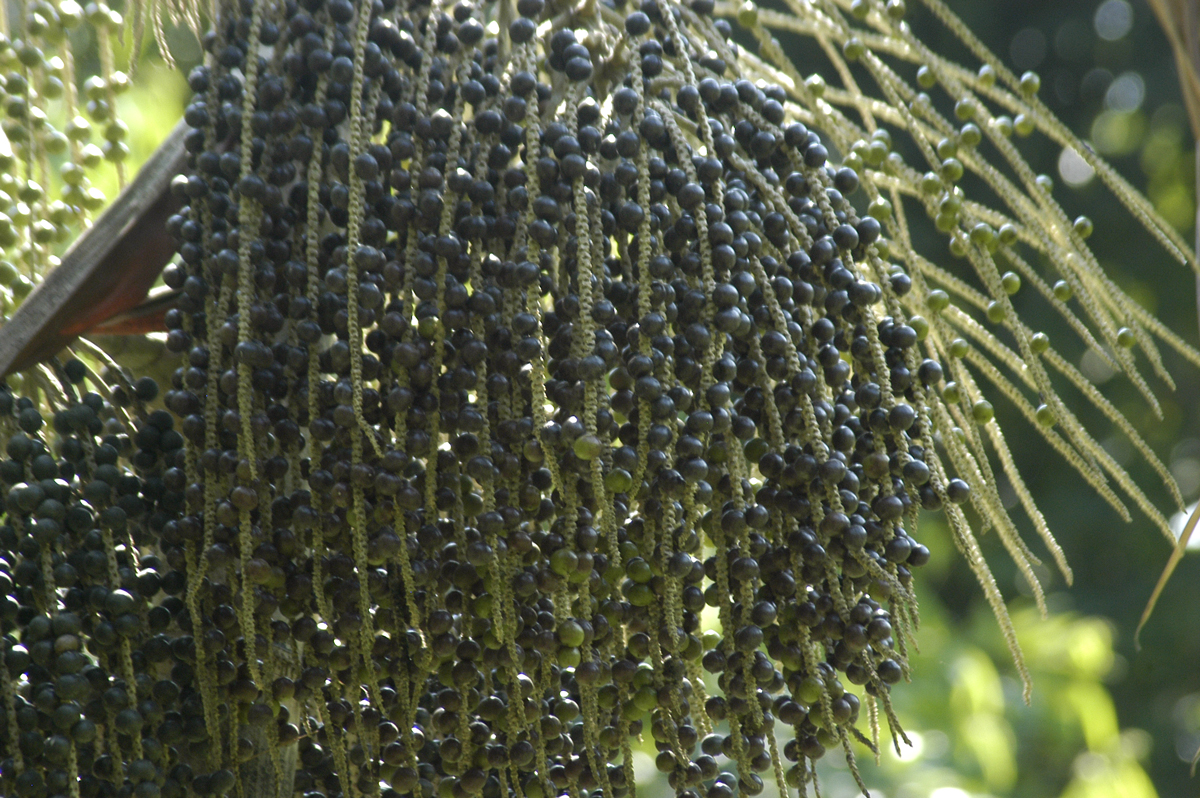
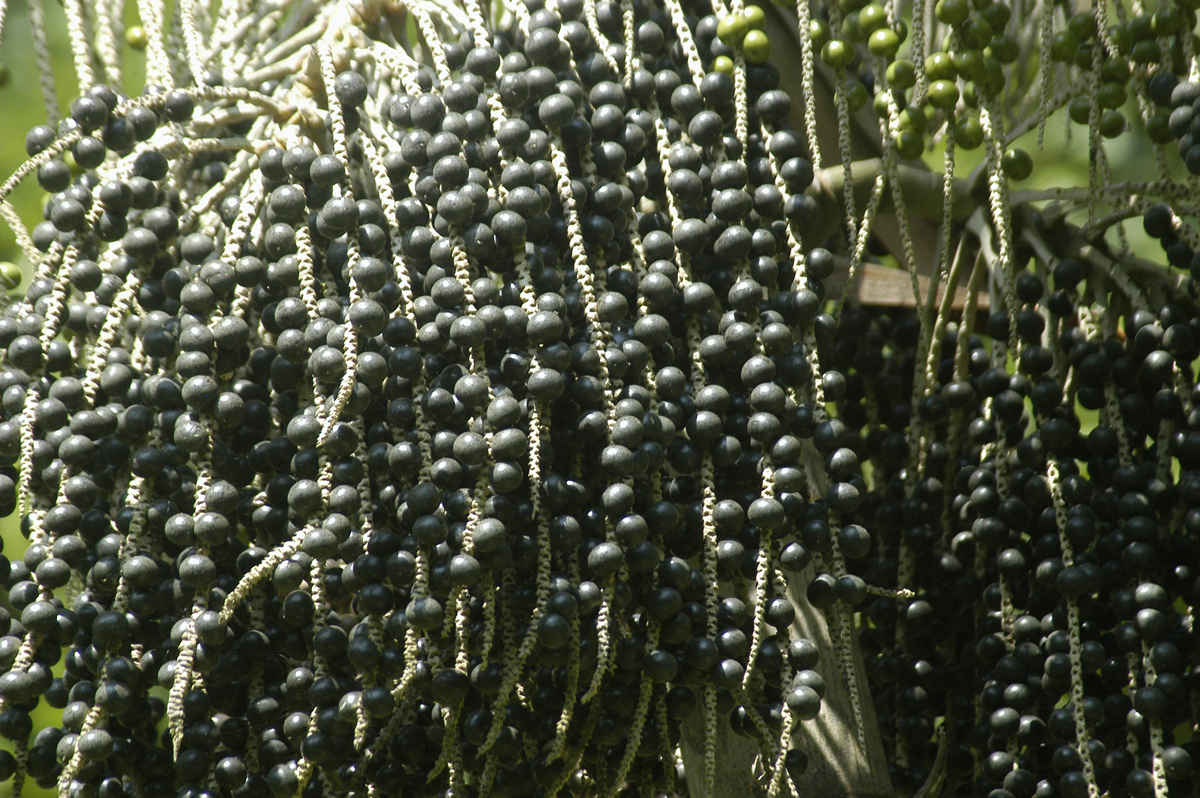
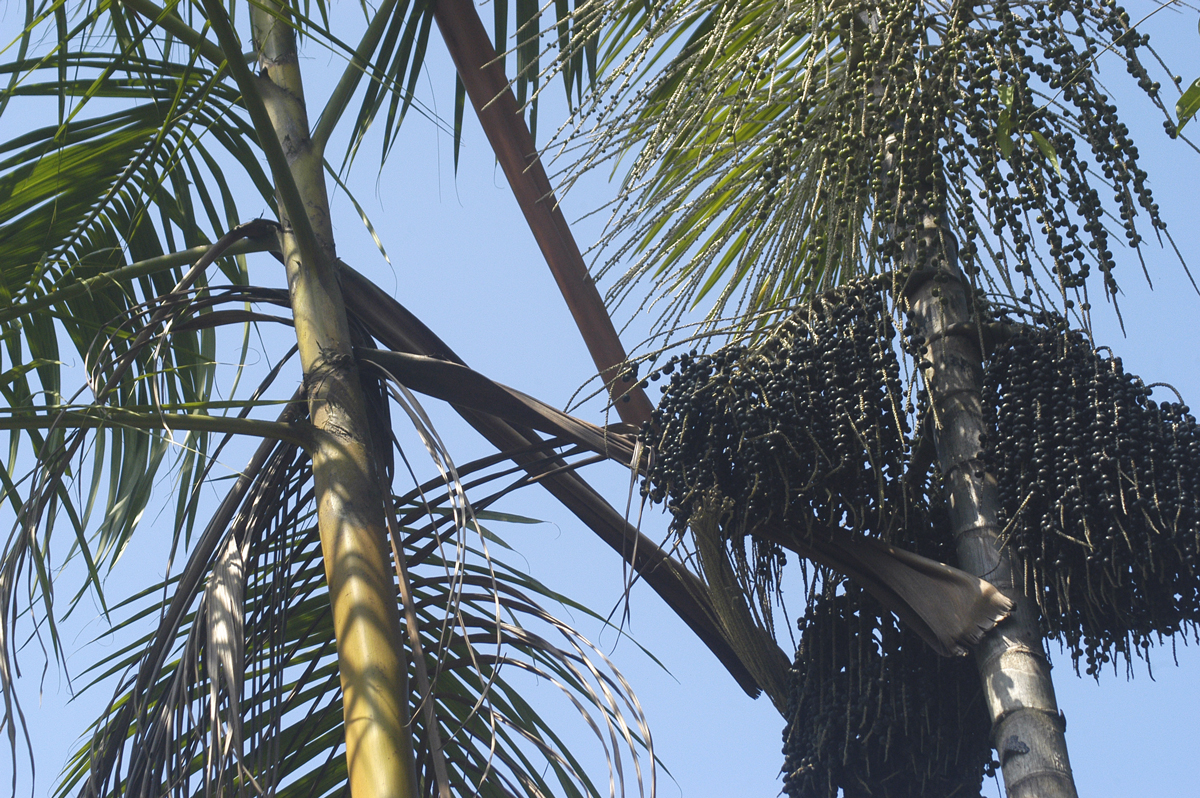
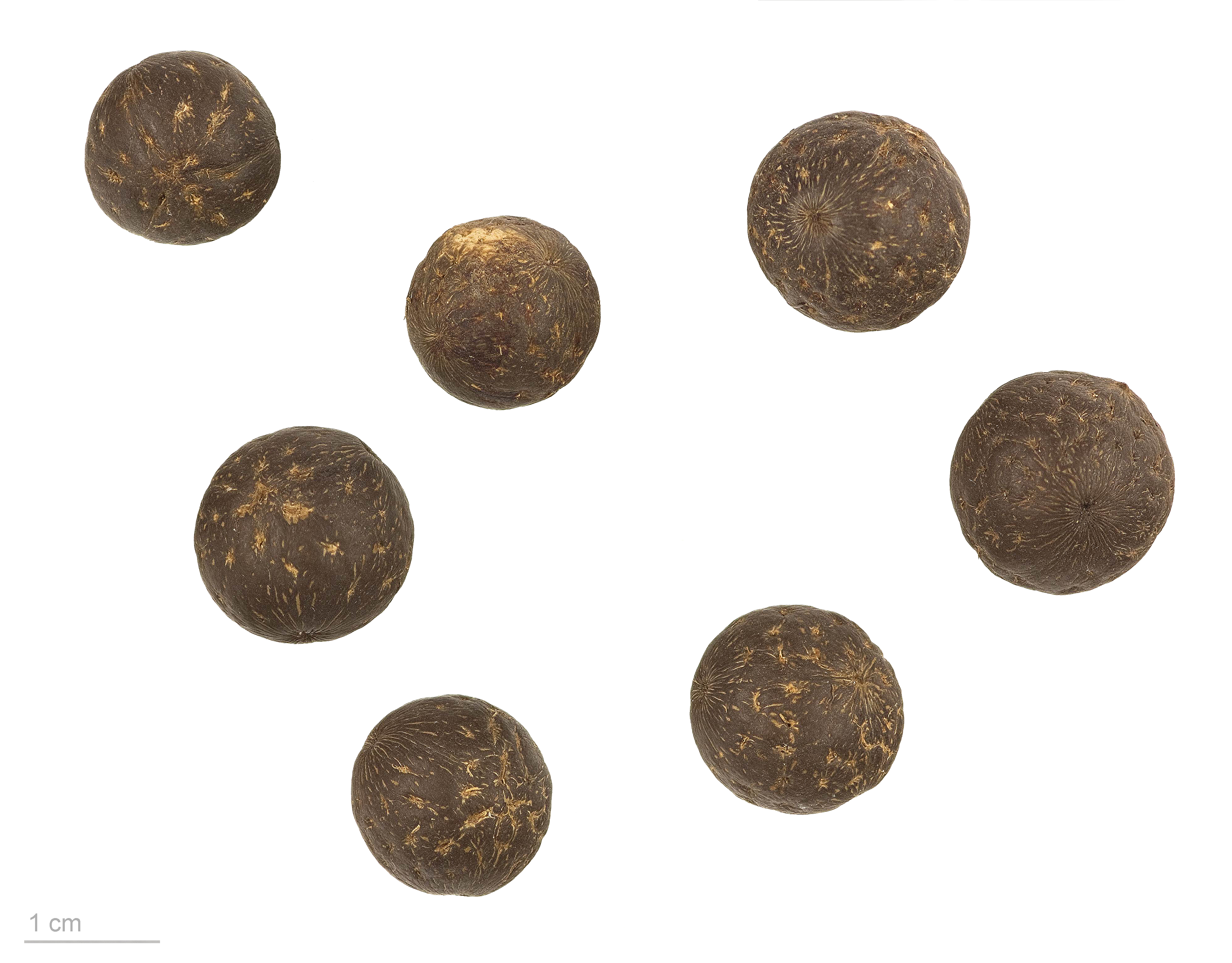
Euterpe oleracea - Museum specimen